# Henri Marquet
Henri Marquet, né à Clichy le 18 juin 1908 et mort le 14 août 1980 à Morlaix,, est un scénariste et assistant réalisateur français des films de  Jacques Tati.

## Filmographie

### Assistant-réalisateur
- 1947 : L'École des facteurs
- 1958 : Mon oncle
- 1967 : Playtime

### Scénariste
- 1949 : Jour de fête
- 1953 : Les Vacances de monsieur Hulot

### Acteur
- 1949 : Jour de fête : Le boucher
- 1953 : Les Vacances de monsieur Hulot : Le client du restaurant au pull marin

## Nominations
Il a été nommé à l'Oscar du meilleur scénario original avec Jacques Tati pour Les Vacances de monsieur Hulot.